# لوكاس روسي
لوكاس روسي هو كاتب أغاني ومغني كندي، ولد في 21 ديسمبر 1976.

## وصلات خارجية
- الموقع الرسمي
- لوكاس روسي على موقع IMDb (الإنجليزية)
- لوكاس روسي على موقع ميوزك برينز (الإنجليزية)
- لوكاس روسي على موقع ديسكوغز (الإنجليزية)